# Alfonso Moguel
Alfonso Moguel es una localidad del estado mexicano de Chiapas. Es parte del municipio de Ocozocoautla de Espinosa.

## Demografía
| Gráfica de evolución demográfica |
|                                  |

| Censo | Población |
| ----- | --------- |
| 1930  | 67        |
| 1940  | 209       |
| 1950  | 274       |
| 1960  | 401       |
| 1970  | 397       |
| 1980  | 490       |
| 1990  | 656       |
| 2000  | 868       |
| 2010  | 1 022     |
| 2020  | 1 226     |